# IBM RAD6000
Az IBM RAD6000 egy repülőgépekbe és űreszközökbe épített sugárzástűrő egykártyás fedélzeti számítógép, amelynek központi egysége egy IBM-tervezésű 32 bites RISC processzor. Leginkább a NASA számos űreszközének repülőelektronikai rendszereiben alkalmazzák. A gépben alkalmazott központi egység az első sugárzásvédett processzor.

## Történet
A RAD6000 számítógépet az IBM egyik részlege, az IBM Federal Systems Division tervezte az 1990-es évek elején (ez a részleg jelenleg a BAE Systems része), mikor a részleg az Air Force Research Laboratory (AFRL, Légierő Kutatólaboratóriuma) számára dolgozott.
A RAD6000 utódja, a RAD750 a PowerPC 750-es processzoron alapul, melynek egyik legnevezetesebb alkalmazása a NASA Mars Reconnaissance Orbiter szondájában volt.

## Jellemzők
A számítógép 35 MIPS teljesítményre képes, legnagyobb órajelén, 33 MHz-en, amely kisebb is lehet, energiatakarékos üzemmódban. Legnagyobb órajelfrekvenciáján fogyasztása kevesebb mint 10 watt, míg a legalacsonyabb órajelén 2,5 watt. Mivel a világűrben való működésre tervezték, működési hőmérséklete -20°C-tól +105 °C-ig terjed.
Mozgóalkatrészeket nem tartalmaz, így merevlemezt sem, az adatok tárolása a memóriában történik, erre a célra legfeljebb 128 MiB hely áll rendelkezésre.
Ebben a gépben általánosan a VxWorks valós idejű operációs rendszert (RTOS) használják.
2004-ben egy RAD6000 számítógép ára 200 000 és 300 000 dollár között volt.

## Felhasználása
A RAD6000 számos műholdban működött vagy működik jelenleg is; ezek mellett az alábbi eszközökben található:
- a Mars Exploration Rover robotjai (roverek)
- a Mars Pathfinder robotja (marsautó)
- az ionmeghajtást tesztelő Deep Space 1 szonda
- a Mars Polar Lander és Mars Climate Orbiter szondák
- a Mars Odyssey műhold
- a Spitzer űrtávcső
- a MESSENGER Merkur-szonda
- a STEREO szonda
- az IMAGE műhold
- a Genesis és Stardust űrszondák
- a marsi Phoenix űrszonda
- a Dawn aszteroida-szonda
- Solar Dynamics Observatory
- a Swift Gamma-Ray Burst Mission kitörésjelző távcsövének képfeldolgozó rendszerében

## Fordítás
- Ez a szócikk részben vagy egészben  az   IBM RAD6000 című francia Wikipédia-szócikk ezen változatának fordításán alapul.  Az eredeti cikk szerkesztőit annak laptörténete sorolja fel. Ez a jelzés csupán a megfogalmazás eredetét és a szerzői jogokat jelzi, nem szolgál a cikkben szereplő információk forrásmegjelöléseként.
- Ez a szócikk részben vagy egészben  az   IBM RAD6000 című angol Wikipédia-szócikk ezen változatának fordításán alapul.  Az eredeti cikk szerkesztőit annak laptörténete sorolja fel. Ez a jelzés csupán a megfogalmazás eredetét és a szerzői jogokat jelzi, nem szolgál a cikkben szereplő információk forrásmegjelöléseként.